# Lone Rock, Wisconsin
Lone Rock là một làng thuộc quận Richland, tiểu bang Wisconsin, Hoa Kỳ. Năm 2006, dân số của làng này là 929 người.